# خانه موسیقی پنانگ
خانه موسیقی پنانگ (انگلیسی: Penang House of Music) یک گالری موسیقی تعاملی در شهر جرج تاون، ایالت پنانگ، مالزی است. این خانه موسیقی از یک گالری، یک مکان اجرا/نمایشگاه، و یک مرکز منابع تشکیل گردیده‌است که مرکز منابع، اسناد میراث موسیقی مالزی را در معرض دید گذاشته که با تمرکز روی موسیقی و موسیقی‌دانهای پنانگ همراه است. این مجموعه که مساحتی بالغ بر ۶۵۰ مترمربع را دربر گرفته‌ در طبقه چهارم آی‌سی‌تی دیجیتال مال قرار دارد. گالری به عنوان تجربه یادگیری حسی در زمینه موسیقی، فرهنگ، هنرها و مطالعات اجتماعی معروف گردیده‌است و مرکز منابع آن سرای یکی از بزرگ‌ترین کلکسیون‌های موسیقی، فرهنگ و هنرهای نمایشی مالزی می‌باشد. در اینجا لوازم گوناگون شنیداری دیداری در ارتباط با موسیقی و تاریخ مالزی مستند و فهرست‌بندی شده و به صورت دیجیتالی درآمده است.